# معركة نيم

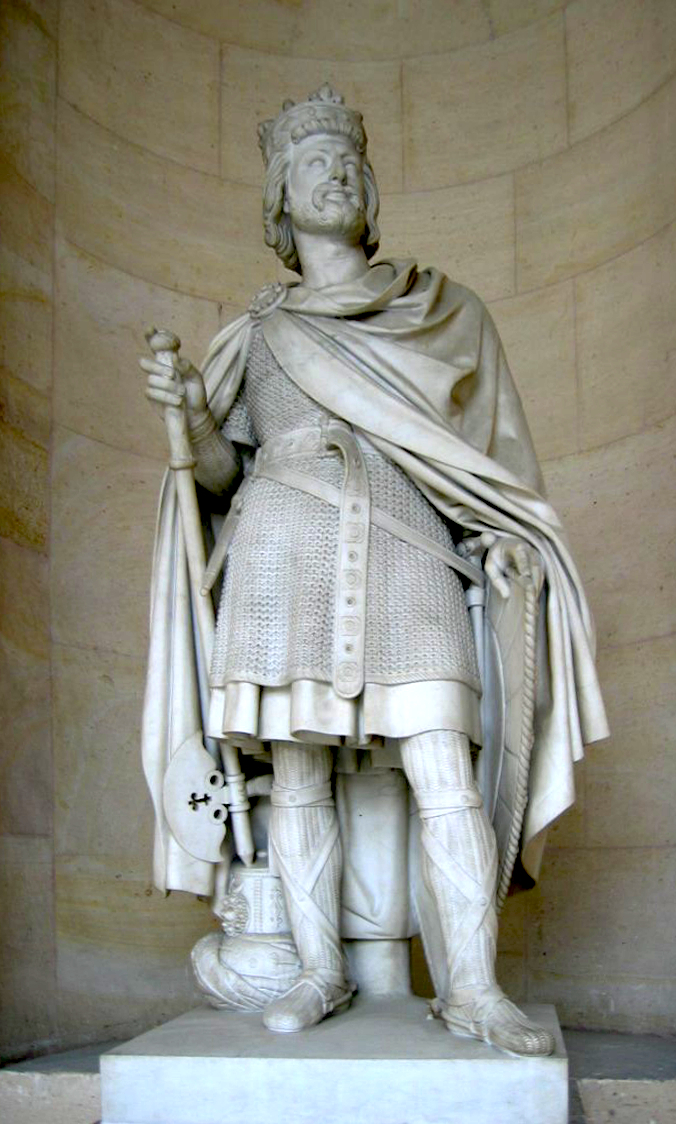

معركة نيم أو نيمة هي معركة حدثت بعد وقت وجيز من احتلال وتدمير مدينة أفنيون في 736. فشل شارل مارتل في السيطرة على مدينة ناربون (أربونة) التي كانت آنذاك في يد الأمويين لكنه استطاع تخريب جل المدن المهمة في سبتمانيا بما فيها نيم وأغد وبيزيرز وماغلون والتي ارتأى أنها يمكن أن تشكل حصونا محتملة للمسلمين.
بعد انتهاء المعركة، أمر شارل مارتل بحرق بوابات وحلبة مدينة نيم والتي حولها القوط الغربيون إلى قلعة.
كان شارل يريد من قرارة نفسه الاستيلاء على ناربون لكنه انتظر أن يصله جيش قوي ومؤن كافية ليكون مستعدا للقيام بحصار حاسم. حقق شارل أولا أهدافه الأولية بتدمير جيوش المسلمين الذين كانوا محاصرين مؤقتا في مدينة ناربون لكن إعادة السيطرة على بروفنس احتاجت حملة ثانية في نفس السنة بعد أن عاد إليها المسلمون فلم يدخل المدينة. تبعا لكتاب تاريخ قبائل لوغوباردوروم للقس بول الشماس تراجع العرب عن المدينة حين علموا بتحالف مارتل مع الأَنكَبُردة. قضى بعدها مارتل سنواته الأخيرة الأربعة في تأسيس وتقوية الهيكل الإداري للكيان الجديد إمبراطورية كارولنجية والدولة الإقطاعية التي ستستمر خلال العصور المظلمة. سيعود ابنه في 759 لإكمال ما بدأه هو ويستولي على ناربون دافعا بإمارة قرطبة إلى ما وراء البرانس.